# そうかもしれない
『そうかもしれない』は、耕治人の小説及びそれを映画化した2005年の日本映画。老いをテーマにした夫婦の物語である。
映画化作品は第18回東京国際映画祭の日本映画・ある視点部門で初上映された。2006年9月30日よりシネスイッチ銀座他で劇場公開。

## あらすじ
晩年を穏やかに過ごしていくはずだった夫婦。ところが妻に認知症の症状が現れだす。必死に病と向き合おうとする夫。しかし、その夫も癌で入院することとなってしまう。病を見つめながらの夫婦の愛とは・・・。

## 原作
- 「一条の光」「天井から降る哀しい音」「どんなご縁で」「そうかもしれない」
- 『そうかもしれない』1988年 講談社
- 『耕治人全集』第3巻　晶文社　1989 「一条の光」
- 『一条の光・天井から降る哀しい音』1991　講談社文芸文庫（原作四点を所収）
- 『そうかもしれない 耕治人命終三部作その他』武蔵野書房 2006（原作四点を所収）

## 映画

### キャスト
- 高山ヨシ子：雪村いづみ
- 森田武：阿藤快
- 時岡定夫：下條アトム
- 水野医師：夏木陽介
- 志田文枝：烏丸せつこ
- 高山治：桂春團治
- 真実一路、柳家小三治、村井美樹、東千晃　ほか

### スタッフ
- 原作：耕治人
- 監督・脚本：保坂延彦
- 製作総指揮：大平義之
- 音楽：みつとみ俊郎
- エンディングテーマ：ジャッキー・ウー「架け橋」
- 撮影：倉本和人
- 照明：淡路俊之
- 美術：黒須康雄
- 録音・整音：星一郎（アオイスタジオ）
- 編集：金子尚樹
- 音響効果：伊藤克己（スワラ・プロ）
- 助監督：李潤午
- メイク監修：カオリ・ナラ・ターナー
- 現像：東映ラボ・テック
- 製作者：新田博邦
- プロデューサー：赤坂幸隆
- 企画：株式会社ふたり
- 制作協力：ミューズ・プランニング
- 製作：「そうかもしれない」製作委員会（代表：フォワード・グループ）
- 上映時間：106分